# Buzz Lightyear of Star Command: The Adventure Begins
Buzz Lightyear of Star Command: The Adventure Begins (2000) és una pel·lícula d'animació de The Walt Disney Company treta directament en vídeo. Constitueix el pilot de la sèrie de televisió Buzz Lightyear of Star Command.

## Veus originals
- Tim Allen: Buzz Lightyear
- Nicole Sullivan: Mira Nova
- Larry Miller: Xr
- Stephen Furst: Booster
- Wayne Knight: Emperador Zurg
- Adam Carolla: Comandant Nebula
- Diedrich Bader: Warp Negre / Agent Z